# Zorilispe sumatrana
Zorilispe sumatrana là một loài bọ cánh cứng trong họ Cerambycidae.